# 환경사회학
환경사회학(Environmental sociology)은 사회와 자연환경 사이의 상호작용을 연구하는 학문이다. 환경자원관리에 영향을 미치고 환경문제를 야기하는 사회적 요인, 이러한 환경문제가 사회적으로 구성되고 사회적 문제로 정의되는 과정, 그리고 이러한 문제에 대한 사회적 대응을 강조한다.
환경사회학은 1960년대 환경운동의 등장에 대응하여 1970년대 후반 사회학의 한 하위분야로 등장하였다. 그것은 사회적 요인과 관련된 물리적 맥락을 포함함으로써 이전 사회학의 확장에 초점을 맞춘 비교적 새로운 탐구 영역을 나타낸다.

## 정의
환경 사회학은 일반적으로 사회 환경 상호 작용에 대한 사회학적 연구로 정의되지만 이 정의는 인간 문화를 나머지 환경과 통합하는 문제를 즉시 제시한다. 자연 환경과 인간의 상호 작용의 다양한 측면은 인구 및 인구 통계, 조직 및 기관, 과학 및 기술, 건강 및 질병, 소비 및 지속 가능성 관행, 문화 및 정체성, 사회적 불평등 및 환경 정의를 포함한 환경 사회 학자에 의해 연구된다. 분야의 초점은 일반적으로 사회와 환경 간의 관계이지만 일반적으로 환경 사회 학자들은 환경 문제를 일으키는 사회적 요인, 이러한 문제의 사회적 영향 및 문제 해결 노력을 연구하는 데 특히 중점을 둔다. 또한 특정 환경 조건이 사회적으로 문제로 정의되는 사회적 과정에 상당한 관심을 기울이다. 환경 사회학의 대부분의 연구는 현대 사회를 조사한다.

## 역사
환경사회학은 1960년대와 1970년대 초반의 환경운동 이후 일관된 조사 하위분야로 등장했다. 특히 윌리엄 R. 캐튼 주니어(William R. Catton, Jr.)와 라일리 던랩(Riley Dunlap)의 작업은 고전 사회학의 제한된 인간 중심주의에 도전했다. 1970년대 후반에 그들은 새로운 총체적 또는 시스템적 관점을 요구했다. 1970년대 이후 일반 사회학은 눈에 띄게 변모하여 사회적 설명에 환경적 힘을 포함시켰다. 환경 사회학은 이제 학계에서 존경받는 학제간 연구 분야로 확고히 자리 잡았다.

## 같이 보기
- 생태인류학
- 에코 디자인
- 생태경제학
- 환경 디자인
- 환경경제학
- 환경 인종차별
- 환경 사회 과학
- 정치생태학
- 기후변화